# Юлия Вревска (филм)
„Юлия Вревска“ (на руски: Юлия Вревская) е българско-съветски игрален филм (драма, исторически) от 1978 година на режисьора Никола Корабов, по сценарий на Стефан Цанев, Семьон Лунгин и Никола Корабов. Оператор е Вадим Юсов. Музиката във филма е композирана от Тончо Русев и Владимир Василиев.

## Награди
- Награда за женска роля на Людмила Савелиева (Варна, 1978).
- Награда на Общонародния комитет за българо-съветска дружба, (Варна, 1978).
- Награда на СБФД за сценография на Мария Иванова (1978).

## Актьорски състав
- Людмила Савелиева – Юлия Вревска
- Стефан Данаилов – Карабелов
- Регимантас Адомайтис – Василий Верешчагин
- Коста Цонев – Старият въстаник
- Юрий Яковлев – Николай Николаевич
- Анатолий Солоницин – Павлов
- Лидия Терлетска – Варвара
- Владислав Дворжетски – Александър II
- Алексей Петренко – Степан Князев
- Емилия Радева – Майката на Карабелов
- Димитър Хаджиянев – Бащата на Карабелов
- Никола Корабов – Фотографът
- Елена Димитрова – Сестрата на Карабелов
- Владимир Ивашов – генерал
- Ролан Биков – Брофт
- Георги Черкелов – Виктор Юго
- Анани Явашев – Джанюариъс Макгахан
- Иван Григоров
- Тодор Тодоров
- Наталия Маркова
- Борислав Брондуков – Тюрин
- Симеон Морозов
- Николай Гринко – Савашевич
- Росица Данаилова
- Лидия Константинова – Варвара
- Димитър Милушев – войник
- Борис Луканов – френски генерал
- Димитър Йорданов – (в масовите сцени; не е посочен в надписите на филма)
- Любов Полишчук
- Владимир Давчев – войник
- Петър Божилов
- Тимофей Спивак
- Владимир Братанов
- Владимир Данченко
- Христо Домусчиев
- Цветана Гълъбова
- Вера Дикова
- Бистра Марчева
- Вера Среброва
- Йорданка Цанева
- Вацлав Дворжетски
- Динко Динев
- Стоян Стойчев
- Любомир Димитров
- Леонид Оболенски
- Любомир Бъчваров – адютант
- Чавдар Кръстев